# Voulez-Vous (album)
Voulez-Vous  je šesti studijski album švedskog sastava ABBA. Singlovi s albuma bili su: "Chiquitita", "Does Your Mother Know", "Voulez-Vous" te "I Have a Dream".

## Popis pjesama
- Strana A

1. "As Good as New" – 3:24
2. "Voulez-Vous" – 5:09
3. "I Have a Dream" – 4:45
4. "Angeleyes" – 4:20
5. "The King Has Lost His Crown" – 3:32

- Strana B

1. "Does Your Mother Know" – 3:13
2. "If It Wasn't for the Nights" – 5:09
3. "Chiquitita" – 5:26
4. "Lovers (Live a Little Longer)" – 3:30
5. "Kisses of Fire" – 3:16

## Osoblje
Abba
- Benny Andersson – sintesajzer, klavijature, vokal
- Agnetha Fältskog – vokal
- Anni-Frid Lyngstad – vokal
- Björn Ulvaeus – gitara, banjo, vokal

Ostali izvođači
- Rolf Alex – bubnjevi
- Ola Brunkert – bubnjevi
- Lars Carlsson – rog
- Anders Eljas – rog
- Joe Galdo – bubnjevi
- Malando Gassama – udaraljke
- Rutger Gunnarsson – bas-gitara
- Paul Harris – klavir
- Janne Kling – puhački instrumenti
- Nils Landgren – trombon
- Ish Ledesma – gitara
- Roger Palm – bubnjevi
- Halldor Palsson – saksofon
- Arnold Paseiro – bas-gitara
- Jan Risberg – oboa
- Janne Schaffer – gitara
- Johan Stengård – saksofon
- Åke Sundqvist – udaraljke
- George Terry – gitara
- Mike Watson – bas
- Lasse Wellander – gitara
- Kajtek Wojciechowski – saksofon